# ASG Vorwärts Marienberg
Die ASG Vorwärts Marienberg war eine deutsche Armeesportgemeinschaft aus dem erzgebirgischen Marienberg, deren Fußballabteilung bis 1990 existierte. Vorwärts Marienberg wurde finanziell von der Armeesportvereinigung Vorwärts unterstützt, die ASG unterstand in Marienberg dem Mot.-Schützenregiment 7 der NVA in der Kaserne Marienberg.

## Sektion Fußball
Vorwärts Marienberg trat erstmals 1963 im höherklassigen Fußball der Bezirksliga Karl-Marx-Stadt in Erscheinung. Die ASG profitierte zumeist von höherklassig agierenden Spielern, welche in Marienberg ihren Armeedienst leisteten. Vorwärts Marienberg spielte anfangs in höheren Tabellenregionen mit, wobei in der Spielzeit 1964/65 hinter Motor Zschopau der dritte Rang erreicht wurde. In der Folgezeit pendelten die Erzgebirger mehrmals zwischen der Bezirksliga sowie der viertklassigen Bezirksklasse.
Mit dem Gewinn des Karl-Marx-Städter Bezirkspokals (1:0-Sieg gegen Motor Hohenstein-Ernstthal) zog die Armeesportgemeinschaft im Spieljahr 1966/67 in die erste Hauptrunde des FDGB-Pokals ein, in welcher Marienberg der finanziell deutlich besser gestellten ASG Vorwärts Cottbus mit 1:6 unterlag. 1970 stieg Vorwärts Marienberg gemeinsam mit West Karl-Marx-Stadt erneut in die Viertklassigkeit ab und versank im Anschluss im regionalen Fußball des Erzgebirges.
Analog zu anderen Armeesportgemeinschaften wurde die ASG Vorwärts Marienberg im Jahr 1990 vom Spielbetrieb zurückgezogen und aufgelöst. Den Startplatz in der Bezirksklasse Karl-Marx-Stadt übernahm der Verein BSG Motor Marienberg.

## Statistik
- Teilnahme FDGB-Pokal: 1966/67

## Personen
- Holger Erler
- Gerhard Körner